# العلاقات التنزانية المولدوفية
العلاقات التنزانية المولدوفية هي العلاقات الثنائية التي تجمع بين تنزانيا ومولدوفا.

## مقارنة بين البلدين
هذه مقارنة عامة ومرجعية للدولتين:
| وجه المقارنة                                              | تنزانيا                        | مولدوفا                           |
| --------------------------------------------------------- | ------------------------------ | --------------------------------- |
| المساحة (كم2)                                             | 947.30 ألف                     | 33.85 ألف                         |
| عدد السكان (نسمة)                                         | 57.31 مليون                    | 2.55 مليون                        |
| الكثافة السكانية (ن./كم²)                                 | 60.5                           | 75.33                             |
| العاصمة                                                   | دودوما                         | كيشيناو                           |
| اللغة الرسمية                                             | اللغة السواحلية، لغة إنجليزية  | اللغة المولدوفية، اللغة الرومانية |
| العملة                                                    | شيلينغ تانزاني                 | ليو مولدوفي                       |
| الناتج المحلي الإجمالي (بليون دولار)                      | 52.09 مليار                    | 8.13 مليار                        |
| الناتج المحلي الإجمالي (تعادل القوة الشرائية) بليون دولار | 138.73 مليار                   | 17.94 مليار                       |
| الناتج المحلي الإجمالي الاسمي للفرد دولار أمريكي          | 878                            | 3.65 ألف                          |
| الناتج المحلي الإجمالي للفرد دولار أمريكي                 | 2.54 ألف                       | 4.98 ألف                          |
| مؤشر التنمية البشرية                                      | 0.521                          | 0.693                             |
| رمز المكالمات الدولي                                      | +255                           | +373                              |
| رمز الإنترنت                                              | .tz                            | .md                               |
| المنطقة الزمنية                                           | ت ع م+03:00، توقيت شرق أفريقيا | ت ع م+02:00، ت ع م+03:00          |

## منظمات دولية مشتركة
يشترك البلدان في عضوية مجموعة من المنظمات الدولية، منها:
| علم المنظمة | اسم المنظمة                               | تاريخ انضمام تنزانيا | تاريخ انضمام مولدوفا |
| ----------- | ----------------------------------------- | -------------------- | -------------------- |
|             | مؤسسة التنمية الدولية                     | 6 نوفمبر 1962        | 14 يونيو 1994        |
|             | يونسكو                                    | 6 مارس 1962          | 27 مايو 1992         |
|             | وكالة ضمان الاستثمار متعدد الأطراف        | 19 يونيو 1992        | 9 يونيو 1993         |
|             | الأمم المتحدة                             | 14 ديسمبر 1961       | 2 مارس 1992          |
|             | الاتحاد البريدي العالمي                   | ?                    | ?                    |
|             | البنك الدولي للإنشاء والتعمير             | 10 سبتمبر 1962       | 12 أغسطس 1992        |
|             | الاتحاد الدولي للاتصالات                  | 31 أكتوبر 1962       | 20 أكتوبر 1992       |
|             | منظمة حظر الأسلحة الكيميائية              | ?                    | ?                    |
|             | مؤسسة التمويل الدولية                     | 10 سبتمبر 1962       | 10 مارس 1995         |
|             | المركز الدولي لتسوية المنازعات الاستشارية | 17 يونيو 1992        | 4 يونيو 2011         |
|             | منظمة التجارة العالمية                    | 1995                 | ?                    |
|             | منظمة الشرطة الجنائية الدولية             | ?                    | ?                    |

## وصلات خارجية
- موقع وزارة الخارجية التنزانية
- موقع وزارة الخارجية المولدوفية